# Балушиньский, Хенрик
Хе́нрик Э́двард Балуши́ньский (пол. Henryk Edward Bałuszyński; 15 июля 1972, Кнурув, Польша — 1 марта 2012, там же) — игрок сборной Польши по футболу, нападающий.

## Биография
Выступал за футбольные клубы «Гурник» (Забже) (1988—1989), «Бохум» (1994—1998), «Арминия» (1998—1999), «Рот-Вайсс» (2001—2002), «Бабельсберг 03» (2001—2002), «Эносис» (2002—2003), «Пяст» (2002—2003).
16 сентября 1997 года выступал в составе Бохума в Кубке УЕФА 1997/1998 против «Трабзонспора». Выступал до 2010 года, после чего перешёл на тренерскую работу.
Забил четыре гола выступая на национальную сборную Польши по футболу. Всего в составе сборной провел 15 выступлений.
1 марта 2012 года умер от инфаркта миокарда.